# Рибозом
Рибозоми су ћелијске супрамолекулске структуре чија је улога синтеза протеина и транслација,они су саграђени од РНК протеина. Рибозоми који се налазе у цитоплазмичном матриксу синтетишу протеине који ће да остану у ћелији након синтезе, док рибозоми који су закачени за плазматичну мембрану синтетишу протеине који ће након синтезе бити транспортовани ван ћелије. Облик сваког новог синтетисаног протеина зависи од секвенце аминокиселина. Посебни протеини, звани молекуларни пратиоци, шаперони, помажу при савијању и увијању полинуклеотидног ланца који се састоји од великог броја амино киселина, и то увијање и савијање ланца одређује облик протеина.
Рибозоми прокариота су мањи од рибозома еукариота. Они се често називају 70S рибозомима, димензије су им око 14 нанометара са 20 нанометара, молекуларна тежина око 2,7 милиона, и саграђени су од подјединица: велике (50S) и мале (30S). Ознака S стоји за Сведбергову јединицу. Ова јединица представља коефицијент седиментације током центрифуге. Рибозоми еукариота су 80S и широки су око 22 нанометара.
Синтеза протеина у рибозому обавља се када се он закачи за молекул информационе РНК (и-РНК). Ако се за један молекул и-РНК закачи већи број рибозома, онда се образују полирибозоми (односно полизоми).

## Подјединице рибозома
Подаци о облику и величини рибозома и његових подјединица добијени су електронским микроскопом. Облик прокариотских и еукариотских рибозома је веома сличан. Код прокариота, мала подјединица је спљоштена, издужена и несиметрична, и подељена је удубљењем на главу и тело, док се велика састоји од лоптастог тела на коме су јасно изражена три испупчења (продужетка). Улогу у синтези протеина тј. повезивању аминокиселина у полипептидни ланац рибозоми обављају само ако су њихове подјединице удружене и, истовремено, уједињене са молекулом информационе РНК (иРНК). Подјединице се повезују тако што се остварује контакт између удубљења на малој и централног продужетка на великој подјединици. При оваквом контакту образује се слободан простор у виду тунела кроз који пролази иРНК (информациона РНК) за време транслације (превођења редоследа нуклеотида иРНК у редослед аминокиселина у протеину). Већи број рибозома може да се повеже једним молекулом иРНК и тада се образује структура названа полирибозом (полизом). Код еукариота се велике подјединице унеколико разликују од еукариотских, мада треба напоменути да детаљна структура еукариотских рибозома још увек није усвојена иако се сматра да је веома слична прокариотској.
Два веома значајна места су она за која се везују транспортне РНК (тРНК), то су П место (пептидил место) и А место (аминоацил тРНК место). П место је оно за које се везује пептидилтРНК (тРНК која носи растући полипептидни ланац), а за А место се везује аминоацилтРНК (тРНК која носи активирану аминокиселину).
Транспортна РНК рибозомима приноси аминокиселине, које се, у складу са редоследом записаном на иРНК, међусобно повезују у полипептидни ланац. Пошто су молекули тРНК велики у односу на рибозом, претпоставља се да та места нису негде у унутрашњости рибозома већ су на његовој површини у виду удубљења. У А и П месту тРНК су тако смештене да су својим антикодонима спарене са наспрамним, комплементарним кодонима у иРНК. Ова два места су у непосредној близини што омогућава да се две тРНК својим антикодонима вежу за суседне кодоне иРНК, а истовремено и да се две аминокиселине приближе довољно да би се између њих образовала пептидна веза. Поред А и П места, на рибозомима постоји још једно место, тзв. Е место (од енгл. exit), за које се привремено везује она тРНК која у датом тренутку напушта рибозом.